# Alabaminoides
Alabaminoides es un género de foraminífero bentónico de la subfamilia Pseudoparrellinae, de la familia Pseudoparrellidae, de la superfamilia Discorbinelloidea, del suborden Rotaliina y del orden Rotaliida. Su especie tipo es Alabamina mitis. Su rango cronoestratigráfico abarca desde el Oligoceno hasta la Actualidad.

## Clasificación
Alabaminoides incluye a la siguiente especie:
- Alabaminoides mitis

Otra especie considerada en Alabaminoides es:
- Alabaminoides exiguus, aceptado como Epistominella exigua
  - Alabaminoides exiguus surtidus